# Sally Face
Sally Face — приключенческая инди-игра с элементами хоррора и детектива, разработанная американским геймдизайнером Стивом Габри (он же Portable Moose). Игра повествует о мальчике по имени Сал Фишер (также известном как Салли-Кромсали), который носит протез на лице и вместе с друзьями расследует убийства, совершаемые в городе Нокфелл.
Игра состоит из пяти эпизодов, выпущенных в период с 2016 по 2019 годы. В 2021 году игра была выпущена на Nintendo Switch, а в 2022 году - на PlayStation 4 и Xbox One.

## Игровой процесс
Геймплей Sally Face включает в себя управление point-and-click, исследование мира и решение головоломок, в сочетании с прямым управлением персонажем с помощью боковой прокрутки. Игрокам предлагается интерактивное взаимодействие с окружающей средой и NPC, дабы раскрыть все тайны сюжета. Помимо этого, в игре есть различные мини-игры, призванные разрядить серьезность и мрачность сюжета.

## Сюжет

### Эпизод 1: Странные соседи
Сал Фишер, пятнадцатилетний мальчик с протезом на лице, вместе с отцом переезжает в Апартаменты Эддисона, находящиеся в вымышленном городе Нокфелл. За день до их приезда была убита одна из жительниц дома по имени миссис Сандерсон. Сал исследует многоквартирный дом и его жильцов, включая Ларри Джонсона, который сообщает, что был свидетелем вчерашнего убийства. Сал и Ларри находят доказательства, что убийцей был один из жильцов по имени Чарли Мэнсфилд. Они предоставляют доказательства полиции, после чего Чарли арестовывают. Всю эту историю Сал рассказывает своему психотерапевту, доктору Энону (по другой версии Откину), находясь при этом в камере смертников за совершенное им в будущем массовое убийство.

### Эпизод 2: Проклятие(Скверна)
Спустя несколько месяцев после ареста Чарли, Ларри говорит Салу, что чувствует присутствие демона в здании. Сал обещает помочь и идет к Тодду Моррисону, еще одному жильцу Апартаментов, ровеснику Сала и Ларри, который верит в сверхъестественное и увлекается созданием гаджетов. Он модифицирует «Super Gear Boy» Сала, чтобы тот мог обнаруживать сверхъестественные места. Вместе они отправляются исследовать здание. На верхнем этаже, находящемся в ремонте, Сал находит секретную комнату, где обнаруживает демона. Ларри пытается спасти Сала. С помощью специального устройства, созданного Тоддом, он уничтожает демона. Эпизод заканчивается тем, что Сала в будущем ведут на суд, а доктор Энон посещает загадочный домик на дереве, где встречает призрака Ларри и умирает, падая с дерева и ломая себе шею.

### Эпизод 3: Колбасный инцидент
Спустя год после уничтожения демона Сал вместе с друзьями пытается разгадать тайну странного вкуса у колбасы, подаваемой в их школе. Они узнают, что та была приготовлена миссис Пакертон, учительницей математики, также живущей в Апартаментах Эддисона. Сал и Ларри врываются в её квартиру, где они обнаруживают, что колбаса изготавливается из человеческого мяса, а супруг миссис Пакертон одержим неизвестным существом. Тем временем их подруга, Эшли Кэмпбелл, обнаруживает в здании скрытый мусоропровод и проваливается туда. Сал вместе с Ларри и Тоддом обнаруживают, что желоб от мусоропровода ведет к оккультному храму, находящемуся под Аппартаментами. Они спасают свою подругу, а сама миссис Пакертон погибает в автокатастрофе. В будущем, Салли сообщают, что Эшли будет выступать в суде в качестве его обвинителя.

### Эпизод 4: Суд
Пять лет спустя уже взрослый Сал живет вместе с Тоддом в доме неподалеку от Аппартаментов Эддисона. Все эти пять лет они занимаются расследованием деятельности культа, который полностью подмял под себя власть в пригороде Нокфела. Также выясняется что культ носит название «Пожиратели Бога» а его последователей и им лояльных — четверть от всех жителей пригорода. В гости к Салу приезжает Эшли, на озере у них происходит свидание. Той же ночью Сал получает странное сообщение от Ларри, после чего он мчится в Аппартаменты, где обнаруживает, что Ларри покончил жизнь самоубийством. Призраки Сала и Ларри попадают в потусторонний мир, где показано, как все жильцы здания заросли странной порослью. Сал попадает в квартиру Терренса Эддисона, владельца Аппартаментов, который никогда не выходит из своей комнаты. Там он узнает, что мясистая зеленая масса владела Терренсом с детства и что она является малой частью Бесконечного — демона, которому служат Пожиратели Бога. С помощью гитары Сал убивает существо внутри Терренса, после чего призрак Эддисона сообщает ему, что тот обязан убить всех зараженных порослью жильцов, дабы положить конец распространению вируса. Нехотя, Сал подчиняется и выполняет его поручение. В вестибюле Аппартаментов Сал находит Тодда, одержимого демоном. Прибывшая в здание Эшли обнаруживает Сала, с ног до головы залитого кровью. Она звонит в полицию, после чего Сала схватывают и арестовывают.
Два года спустя после этих событий Сал предстает перед судом, где его приговаривают к смертной казни. Эшли встречает призрака Ларри, который сообщает ей о невиновности Сала. Она мчится на место казни своего друга, дабы предоставить суду доказательства о его невиновности. Однако становится слишком поздно - и она становится свидетельницей смерти Сала.

### Эпизод 5: Воспоминания и сны
После смерти Сала Эшли продолжает расследование культа, начатое Тоддом (сам Тодд одержим демоном, вследствие чего был забран из психиатрической лечебнице культом для проведения ритуала). Она закладывает взрывчатку под главный храм культа, однако не может заставить себя взорвать её. Полагая, что Салу было суждено уничтожить культ (в одном из пророчеств он указан как «Дитя Мерзости»), она проводит ритуал по его воскрешению. Эшли перерезает себе запястье и становится физическим носителем духа Сала, дарующего ей особые способности. Вместе они идут в храм, где Эшли с духом Сала и призраком Ларри побеждают сначала культистов вместе с их лидером Догмой (в миру священник Кеннет Фелпс), в своё время приложившего руку к смерти матери Сала и уродованию последнего, а затем и их повелителя высшего порядка Бесконечного, и избавляют Тодда от одержимости. Призрак Ларри исчезает, оставляя всех остальных оплакивать его. В закрывающих титрах выясняется, что, после того, как группа приложила все усилия, чтобы спасти мир от культа, в открываемом эпилоге выясняется, что, хотя им и удалось спасти мир, 52% населения планеты было поглощено тьмой.

## Разработка
Sally Face была разработана Стивом Габри, известным под творческим псевдонимом Portable Moose. На её разработку ушло пять лет. Игра была создана на движке Unity. Хоть Стив Габри и придумал концепт и сюжет своей игры в 2006-2007 годах, однако разрабатывать её он начал только в 2015 году. Основными источниками своего вдохновения Стив считает мультфильмы девяностых и свои ночные кошмары. В 2016 году краудфандинговая кампания на Indiegogo принесла Стиву Габри 13 697 долларов, что позволило тому приступить к работе над игрой на постоянной основе. Первый эпизод игры вышел в свет 16 августа 2016 года на сайте Itch.io, а 14 декабря того же года - в игровом магазине Steam Store. Второй эпизод вышел 7 июля 2017 года. Третий и четвертый эпизоды игры были выпущены 10 февраля и 30 ноября 2018 года. Финальный, пятый эпизод вышел в свет 13 декабря 2019 года.

## Прием
Sally Face была положительно встречена критиками. Веб-сайт Gamers Decide включил Sally Face в десятку лучших сюжетных инди-игр. Nerdvana назвала её «шедевром психологического ужаса» и похвалила игру за то, что та вызывает сильные эмоции. Веб-сайт Adventure Gamers раскритиковал Sally Face за запутанность и сокрытие важных элементов истории за сомнительными головоломками, однако в конечном итоге заявил, что это «стоящий и совершенно уникальный игровой опыт, в который нужно поиграть, чтобы поверить».

## Награды
Победитель «Indie of the Year 2018» - IndieDB
Финалист «Indie - Digital» - Let`s Play PA 2017
Топ-100 «Indie of the Year» - IndieDB